# Direkt anföring
Med direkt anföring av ett yttrande menas oftast att yttrandet återges som ett citat, till skillnad från indirekt anföring som betyder att yttrandet återberättas:
- "Vad menar du?" frågade Karl. (direkt anföring)
- Karl frågade vad jag menade. (indirekt anföring)